# 우치다 마사치카
우치다 마사치카(일본어: 内田正親, 1710년 ~ 1746년 7월 6일)는 에도 시대 중기의 다이묘이다. 시모쓰케 가누마 번 제4대 번주, 시모사 오미가와 번(재봉) 초대 번주를 지냈다. 오미가와 번 우치다가(小見川藩内田家) 제4대 당주.
| 전임 우치다 마사유키 | 제4대 가누마 번 번주 (우치다가) 1724년 | 후임 폐번 |

| 전임 막부령(우치다 마사노부) | 제1대 오미가와 번 번주 (우치다가, 재봉) 1724년 ~ 1746년 | 후임 우치다 마사요시 |